# Sweet Water Village, Arizona
Sweet Water Village je naseljeno područje za statističke svrhe u američkoj saveznoj državi Arizona. Prema popisu stanovništva iz 2010. u njemu je živjelo 83 stanovnika.